# Abdelouahab Mokrani
Abdelouahab Mokrani (ou Abdelwahab Mokrani), né le 6 janvier 1956 à Taher (Jijel), est un peintre algérien. Il met fin à ses jours le 3 décembre 2014 à Alger.

## Biographie
Abdelouahab Mokrani, encore à l'école maternelle, modèle des figures humaines dans la pâte-à-modeler dont son père a gagné une grosse boîte à une tombola. Venu à Alger en 1967 il fréquente de 1971 à 1974 l'école des beaux-arts d'Alger puis rencontre et se lie avec M'hamed Issiakhem. À l'école des beaux-arts de Paris, de 1976 à 1982, son professeur de gravure est Jacques Lagrange. Il effectue alors des voyages à Florence. Rentré en Algérie en 1983, il est durant deux ans pensionnaire de la villa Villa Abd-el-Tif d'Alger (1987-1989), rencontre Kateb Yacine et réalise sa première exposition personnelle. En 1992 et 1993 il séjourne à la cité internationale des arts de Paris. Après un nouveau passage par Paris à partir de 1997, il vit et travaille à Alger depuis 2004.

## L'œuvre
« Avec Kateb, Issiakhem, Lacheraf, El-Anka, Khadda, Djaout et quelques autres, Mokrani fait partie de cette petite bande Cheyenne éparse dans l'espace et dans le temps, d'artistes, de poètes, d'êtres rares en Algérie, qui, pourtant, par un sublime paradoxe, sont des représentants entièrement légitimes et extrêmement précieux de l'âme de l'Algérie, terre, rêve, lumière, douleur et sang ; ceux dont il faut espérer qu'ils finiront par "gagner la guerre" après en avoir perdu chaque bataille ! » 
Amin Khan, Al Huffington Post, 2 décembre 2015

## Principales expositions personnelles
- 1981 : Centre culturel de la Wilaya d'Alger.
- 1982 : Centre Gérard-Philippe, Le Plessis-Robinson.
- 1990 : œuvres autour de Vision du retour de Khadidja à l’opium, recueil de poésies d’Amin Khan, galerie M'Hamed Issiakhem, Alger.
- 1992 : Le Voyage, Baudelaire, Mokrani, Centres culturels français en Algérie, Alger, Annaba, Constantine, Oran et Tlemcen.
- 1993 : galerie Bernanos, Paris.
- 1994 : Université de Paris X, Nanterre.
- 1995 : Centre culturel algérien de Paris.

## Principales expositions collectives
Abdelouahab Mokrani a participé à de nombreuses expositions collectives, notamment:
- 1973 : Foire Internationale d'Alger.
- 1979-1980 : exposition de gravures à l'École supérieure des Beaux-Arts de Paris.
- 1986 : Centre culturel de la Wilaya d'Alger. Algérie, peintres des années 80, Centre national d'arts plastiques, Paris. Artistes algériens d'aujourd'hui, galerie M'Hamed Issiakhem, Alger. Six manières d'être artiste, galerie M'Hamed Issiakhem, Alger.
- 1987 : Artistes de la villa Abdeltif, galerie M'Hamed Issiakhem, Alger. Peintres algériens vingt-cinq ans après, galerie M'Hamed Issiakhem, Alger.
- 1988 : Papiers peints, galerie M'Hamed Issiakhem, Alger. Alger. Hommage à Picasso, Musée Picasso, Antibes.
- 1993 : exposition universelle de Séville. Cité internationale des arts de Paris. Artistes du monde, Paris. Expressions algériennes, galerie art 14, Paris.
- 1995 : Les effets du voyage, 25 artistes algériens, Palais des Congrès et de la Culture, Le Mans.
- 2005 : Centre Culturel Français d’Alger.
- 2005 : La nuit contre l'oubli, Place de la République.
- 2005 : Hommage à M'hamed Issiakhem, Musée national des beaux-arts d'Alger.
- 2006 : 5e Expo-rencontre internationale, galerie Top Action, El Achour, Alger.
- 2007 : Regards - Rencontre des peintres arabes, galerie Top Action, El Achour, Alger.
- 2007 : Exposition collective, galerie Top Action, El Achour, Alger.
- 2008 : Hommage à M'hamed Issiakhem, Taboudoucht.
- 2009 : Mosaïque, Hydra, Alger.
- 2010 : Salon maghrébin des arts plastiques, Bordj Bou Arreridj.
- 2012 : Trio trié : Abdelwahab Mokrani, Amar Briki et Moncef Guita, galerie Dar El-Kenz, Cherage, Alger.

## Illustration
- Amin Khan, Vision du Retour de Khadija à l’opium, avec des illustrations d'Abdelouahab Mokrani, galerie M'Hamed Issiakhem, Alger, 1989
- Baudelaire, Le Voyage, poème extrait des Fleurs du mal, Centre culturel français en Algérie, 1992

## Musées
- Musée national des beaux-arts d'Alger : Figures, 1982
- Musée public national d’Art moderne et contemporain d’Alger

## Jugement
« La peinture est, en Algérie, la discipline artistique où s’opèrent le plus de changements heureux. On peut d’ores et déjà affirmer que les Issiakhem, Khadda, Benanteur auront de dignes successeurs. Ils ont pour noms Wahab Mokrani, Hellal Zoubir, Abderrahmane Ould-Mohand. Ils ont tous moins de trente ans et leurs mérites commencent déjà à forcer la reconnaissance. »
Tahar Djaout (1985)